# Derek Humphry

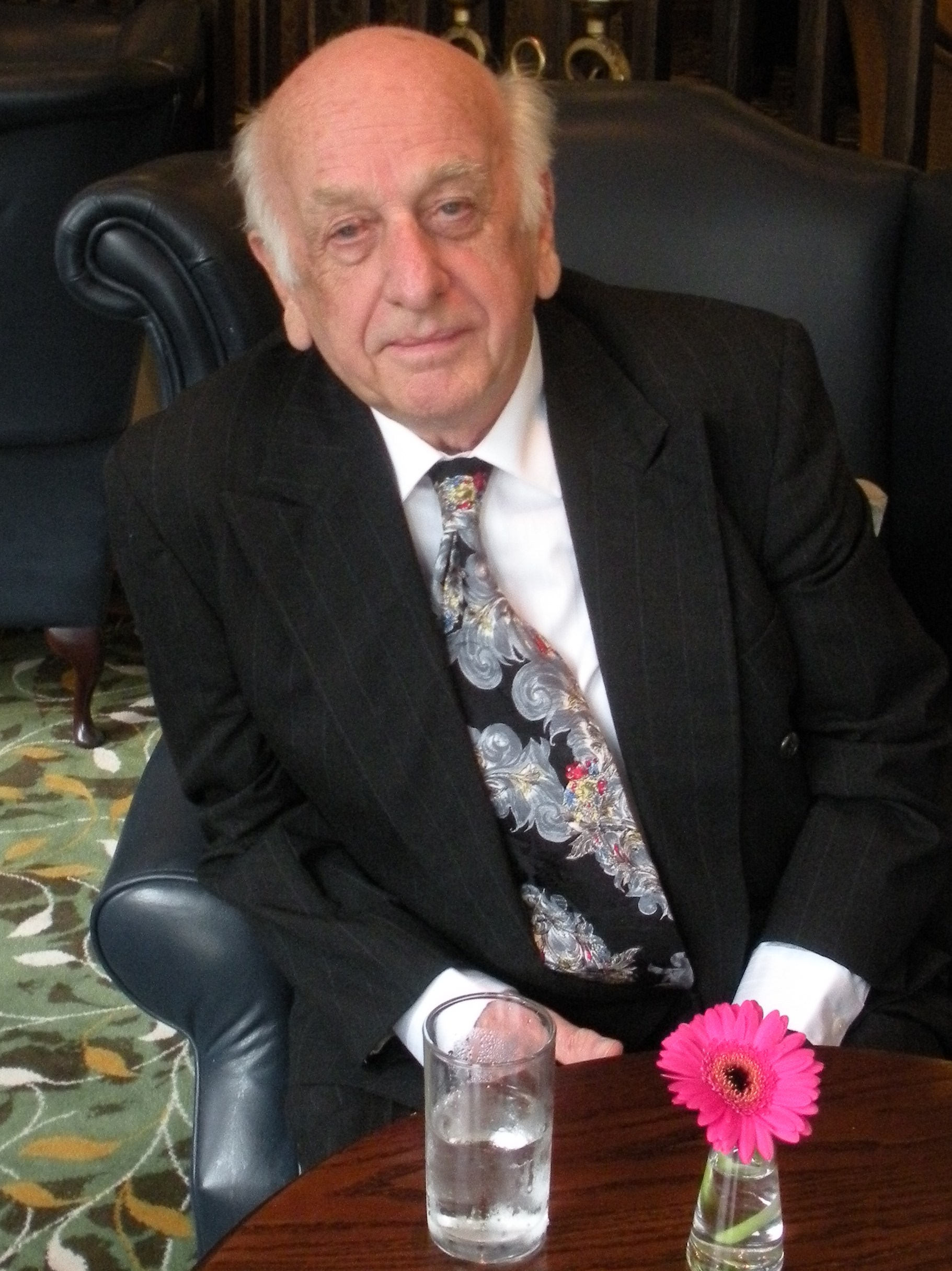
Derek Humphry (2012)

Derek Humphry (* 29. April 1930 in Bath; † 2. Januar 2025) war ein in Großbritannien geborener amerikanischer Journalist und Autor. Er war Befürworter der Tötung auf Verlangen und sah den Suizid als Grundrecht an.

## Biografie
Derek Humphry wurde am 29. April 1930 als Sohn eines britischen Vaters und einer irischen Mutter geboren und wuchs in Somerset auf. Er verließ sein Elternhaus, um im Alter von 15 Jahren als Botenjunge für die Yorkshire Post zu arbeiten. In einer darauf folgenden 30-jährigen journalistischen Karriere arbeitete und schrieb Humphry für zahlreiche Zeitungen, wie die Bristol Evening World, die Manchester Evening News, die Daily Mail, die Sunday Times und schließlich die Los Angeles Times.
Humphrys erste Ehefrau, Jean Humphry, beging am 29. März 1975 Suizid. Derek Humphrys Buch Jean’s Way erzählte diese Geschichte aus seiner Perspektive. Der Verbindung entstammen drei Söhne. Ab 1978 lebte Derek Humphry in den Vereinigten Staaten. Seine darauf folgende schwierige Ehe mit Ann Wickett, einer Amerikanerin und Mitbegründerin der Hemlock Society, endete in einer „bitteren“ Scheidung. Ann Wickett beging am 2. Oktober 1991 Suizid. Anfang 1990 heiratete Humphry Gretchen Crocker, die jüngste Tochter einer Farmerfamilie aus Oregon. Er lebte in Junction City, Oregon.
Im Januar 2025 starb er im Alter von 94 Jahren.

## Bücher und Veröffentlichungen
Humphry publizierte 1991 das Buch Final Exit: The Practicalities of Self-Deliverance and Assisted Suicide for the Dying. Das Buch erhielt anfangs wenig öffentliche Aufmerksamkeit, bis im Juli 1991 ein Artikel im Wall Street Journal, und danach in zahlreichen anderen Zeitungen wie der New York Times, erschien. Ab August 1991 war das Buch ein Bestseller auf der New York Times Best Seller List, und mehr als 500.000 Bücher waren schnell verkauft.
Seit 1991 wurden mehr als eine Million Exemplare in zwölf Sprachen verkauft. Im April 2007 wählten die Herausgeber und Buchkritiker von „USA Today“ das Buch zu einem der denkwürdigsten 25 Bücher der Vereinigten Staaten aus dem letzten Vierteljahrhundert.
Humphry war Autor mehrerer Bücher aus dem Themenkomplex Suizid und Tötung auf Verlangen. Besonders bekannt wurde Jean’s Way über den Freitod seiner ersten Ehefrau (1978), eine Folgepublikation zu Final Exit (2000), dessen Verbreitung in Frankreich verboten ist, und seine Lebensgeschichte Good Life, Good Death: The Memoir of a Right To Die Pioneer (2017).

## Organisationen
Derek Humphry hat über viele Jahrzehnte seine Ideen durch Gründung und Mitgliedschaft in zahlreichen Organisationen aktiv verbreitet. 1980 war er Mitbegründer der Hemlock Society, einer amerikanischen Interessenvertretung und Lobbyorganisation, die von 1980 bis 2003 für das Recht auf Sterben und assistierten Suizid eintrat.
Nachdem sich die Hemlock Society im Jahr 2004 aufgelöst hatte, war Humphry Mitbegründer des Final Exit Network. Von 1988 bis 1990 war er außerdem Präsident der World Federation of Right to Die Societies und ab 1993 Präsident der Euthanasia Research & Guidance Organization (ERGO).

## Derek Humphrys Bibliographie
- Because They’re Black. 1972, ISBN 0-14-021624-3.
- Police Power and Black People. 1973, ISBN 0-586-03731-4.
- Passport and Politics. 1974, ISBN 0-14-052309-X.
- The Cricket Conspiracy. 1975, ISBN 0-901108-40-5.
- False Messiah: The Story of Michael X. 1977, ISBN 0-246-10884-3.
- Jean’s Way. 1978, ISBN 0-9637280-7-5.
- The Right to Die: Understanding Euthanasia. 1986, ISBN 0-9606030-9-3.
- Final Exit. 3. Auflage. 2002, ISBN 0-385-33653-5.
- Lawful Exit: The Limits of Freedom for Help in Dying. 1993, ISBN 0-9637280-0-8.
- Dying with Dignity. 1992, ISBN 1-55972-105-7.
- Freedom to Die: People, Politics & The Right-To-Die Movement. 1998, ISBN 0-312-25389-3.
- Let Me Die Before I Wake. (& Supplement to Final Exit. 2002), ISBN 1-4011-0286-7.
- The Good Euthanasia Guide. 2006, ISBN 0-9637280-8-3.
- Good Life, Good Death: The Memoir of a Right To Die Pioneer. 2017, ISBN 978-1-63144-066-3.